# C/2011 L4 (PANSTARRS)
C/2011 L4 (PANSTARRS) — непериодическая околосолнечная комета. В марте 2013 года её можно было наблюдать невооружённым глазом, при этом она находилась вблизи перигелия. Наблюдениям кометы с территории Центральной России помешал циклон, пришедший как раз с 13 марта по 22 марта. До конца апреля комету можно было наблюдать с помощью мощного бинокля.

## Открытие
Комета была открыта в июне 2011 года, с помощью телескопа системы Pan-STARRS, расположенных рядом с вершиной Халеакала, на острове Мауи (Гавайи).

## Орбита
5 марта 2013 года комета PANSTARRS прошла на расстоянии 1,09 а.е. от Земли. Затем, 10 марта 2013 года, комета прошла перигелий.
Комета C/2011 L4, как и большинство других комет, пришла из Облака Оорта. После прохождения перигелия орбитальный период кометы, по оценкам учёных, составит около 106 000 лет.

## Условия видимости
Комета C/2011 L4 на момент открытия была 19 зв. вел. В начале мая 2012 года комета достигла зв. вел. 13,5. В октябре 2012 года блеск кометы достиг 12,2m, а абсолютная звёздная величина кометы достигла 3,46m. Кома увеличилась с 50 000 км в феврале 2012 года до 120 000 км в октябре. 1 декабря 2012 года видимая величина кометы была 9,6m. Максимальная яркость была достигнута в марте 2013 года, когда комета проходила перигелий.
Ожидалось, что в это время блеск составит -1m, при этом хвост кометы растянется на 10—20°. По ещё более оптимистичным оценкам блеск кометы во время перигелия 10 марта 2013 года мог составить -4m.
По состоянию на 10 марта 2013 года наибольшая яркость кометы оценивалась в 0,5m.